# Antonov An-70
Antonov An-70, förkortat An-70 (ukrainskaː Ан-70), är ett ukrainskt 4-motorigt turboprop-drivet transportflygplan som till det yttre liknar Airbus A400M och tillverkas i Ukraina. Hittills har modellen tillverkats i två exemplar och flög första gången i december 1994. Första exemplaret havererade den 10 februari 1995 under utprovning av Antonov i Ukraina då det krockade i luften med följeplanet och havererade; alla sju ombord (endast besättningen) omkom.Även det andra exemplaret blev skadat i samband med en nödlandning den 27 januari 2001 nära Omsk i Ryssland då man upplevde motorproblem, men reparerades senare. Alla 33 ombord överlevde.

## Bilder

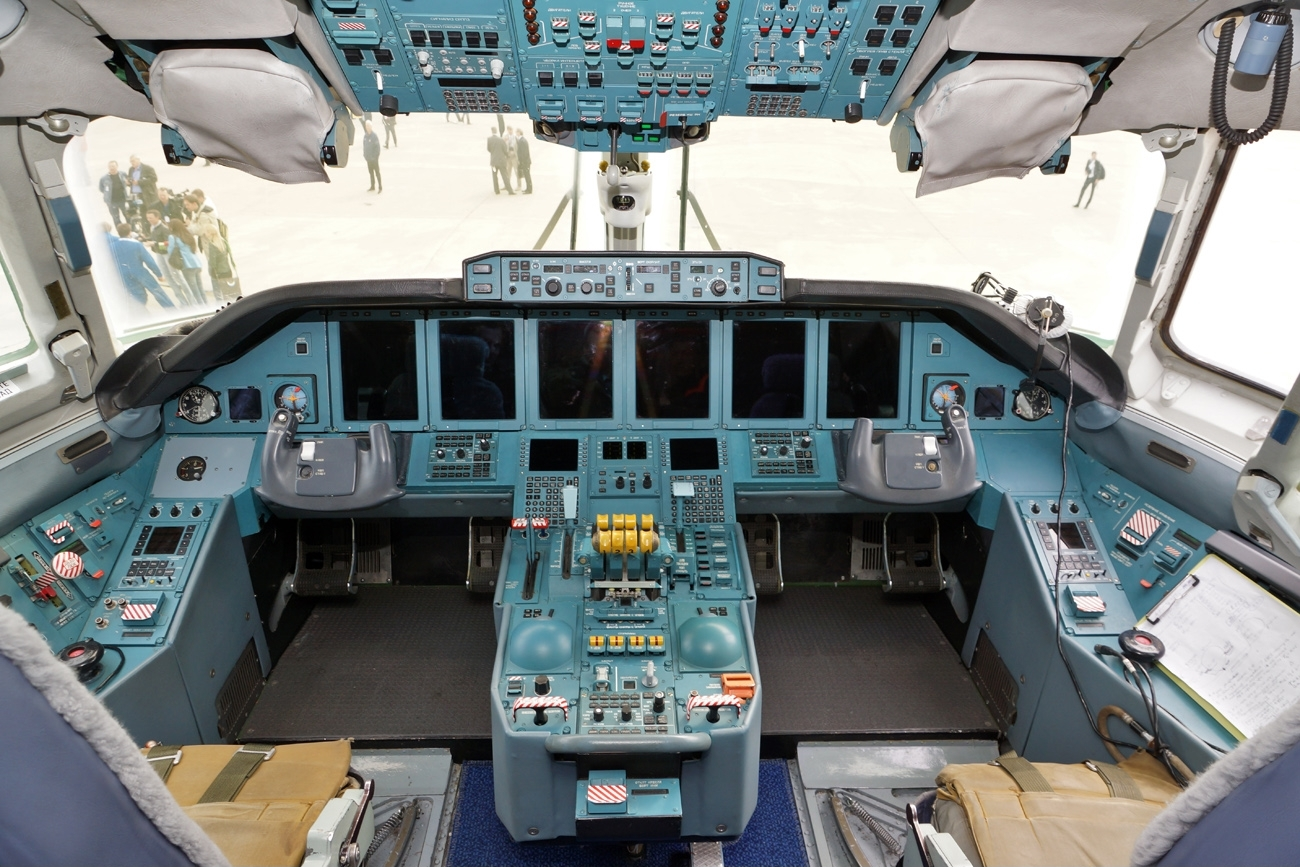
Cockpit i en An-70.
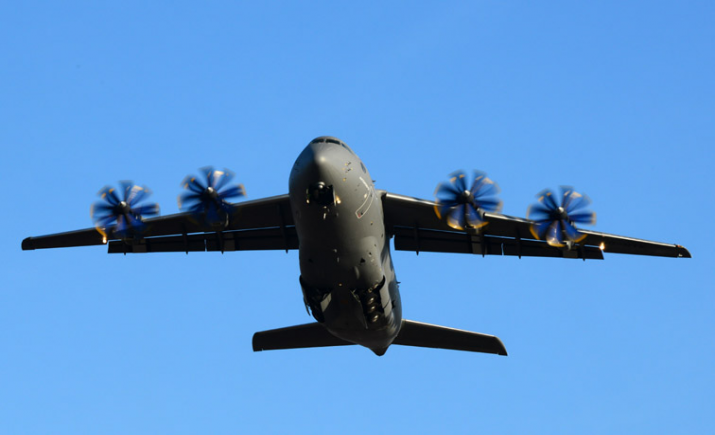
Antonov An-70, 2014.
- En An-70 lyfter.

## Källhänvisningar